# مبروكة (رأس العين)
مبروكة هي قرية سورية تتبع ناحية مركز رأس العين في منطقة رأس العين في محافظة الحسكة شمال شرق سوريا.

## الموقع
تقع قرية مبروكة على بعد حوالي 11 كيلومترًا جنوب الحدود السورية مع تركيا، و73 كيلومترًا شرق مدينة تل أبيض، و90 كيلومترًا غرب الشمال الغربي لمدينة الحسكة، و104 كيلومترًا شمال شرق مدينة الرقة، و473 كم شمال شرق العاصمة السورية دمشق، وهي تابعة إدارياً لناحية رأس العين.

## السكان
غالبية سكان قرية مبروكة هم من العرب. وبلغ عدد سكان قرية مبروكة في عام 2004، وفقًا لإحصائيات المكتب المركزي السوري للإحصاء، 6,325 نسمة.

## الحرب الأهلية السورية
شهدت قرية مبروكة معارك عنيفة عقب اندلاع الحرب الأهلية السورية، وظلت تحت سيطرة مقاتلي تنظيم الدولة الإسلامية في العراق والشام (داعش). وفي 22 سبتمبر (أيلول) 2014، دارت معركة حامية الوطيس في قرية مبروكة عندما هاجم مقاتلون أكراد ينتمون لوحدات حماية الشعب الكردية مواقع تنظيم الدولة الإسلامية في القرية بهدف التقدم إلى مدينة تل أبيض وإعاقة مقاتلي داعش من مواصلة هجماتهم على منطقة عين العرب. استمر القتال في البلدة إلى أن تمكنت وحدات حماية الشعب الكردية من طرد مقاتلي تنظيم الدولة الإسلامية، واستعادة السيطرة على قرية مبروكة بالكامل في 28 مايو 2015. وفي 19 ديسمبر (كانون الأول) 2019، انفجرت سيارة مفخخة أمام أحد المطاعم في قرية مبروكة مما تسبب في قتل وجرح 15 شخصًا.